# Тролза 5275.05/06/07 «Оптіма»
Тролза 5275.05/06/07 «Оптіма» — тролейбус з пониженим рівнем підлоги (при перших двох входах) виробництва тролейбусного заводу Тролза, що знаходиться у Енгельсі. Випускається з 2003 року, у зв'язку з сертифікацією моделі надано новий індекс 5275.06, а згодом 5275.07, хоча суттєвих технічних змін не відбулося.
Станом на сьогодні випущено понад 950 штук «Оптіма». Тролейбусі цієї моделі працюють переважно у Казані (171 шт.), Москві (136 шт.), Саратові (59 шт.), Саранську (57 шт.), Волгограді (55 шт.), Новосибірську (52 шт.), Краснодарі (41 шт.), Твері (32 шт.), Бєлгороді (30 шт.), Читі (27 шт.), та одинично деяких інших містах Росії. 

## Загальний опис
Кузов тролейбуса, як і у Тролза 5265 «Мегаполіс» зроблений несівного типу, основним несівним елементом якого є жорсткий сталевий каркас, на який кріпляться усі необхідні вузли та агрегати, кузов є інтегрованим з просторовою рамою-фермою (не плутати з несівною рамою), що виконує зміцнення усієї конструкції. Каркас виконано з труб з оцинкованої сталі прямокутного січення, а обшивка боковин та даху виконана з листів оцинкованої сталі: шар цинку виконує тут наступну функцію: він не дає сталі швидко окиснюватися (іржавіти). Кузов тролейбуса піддано антикорозійній обробці антикорозійними емалями «Dinitrol», після кузов фарбується фосфатною фарбою. Завдяки антикорозійній обробці тролейбус має доволі строк служби кузова — не менше 10, а то і 15 років служби.
Тролейбус Тролза 5275 «Оптіма» є двохвісним, застосовано бездискову конструкцію коліс; мости тролейбуса виконано портального типу з амортизаторами телескопічного типу фірми RABA, Угорщина; ведучий міст — задній (тобто крутний момент від електричного двигуна передається саме на цей міст). Підвіски передньої та задньої осей залежні, пневматичні, також фірми RABA.
Передня та задня панелі тролейбуса виконано зі склопластику. Тролейбус оснащений електронними рейсовказівниками, що вмонтовано у кузов і розміщено над кабіною водія — комплект БМН-03-02 або рейсовказівники Buse (Німеччина). Тролейбус оснащений двома двохшвидкісними склоочисниками горизонтального типу, а також наявний склоомивач, що дає можливість промиття лобового скла піною, бачок з якою знаходиться під склопластиковою облицьовкою передка.
Гальмівна система тролейбуса — електродинамічна/пневматична двохконтурна, з антиблокувальною системою ABS, що дозволяє забезпечити керованість тролейбуса при різкому гальмуванні та унеможливити неконтрольоване ковзання машини під час нього. Гальмівні механізми — барабанного типу, з автоматичним регулюванням зазору між барабаном та гальмівною колодкою, яка прижимається до нього зсередини.
Електрообладнання. На тролейбусі застосовано двигун постійного струму виробництва Д«инамо», Москва, ДК-213А потужністю 110 кВт. Нові моделі пропонують асинхронний електричний двигун. Система керування тяговим електродвигуном — реостатно-контакторна (комплект Дінас-29М), що застосовувалася на Тролза 5264 «Слобода» та ЗіУ-682ГОМ. Система базується на підключення до обмоток електродвигуна комплекту опорів, що звуться пусковогальмівними реостатами. Їхньою функцією є обмеження сили струму, що проходить через обмотки тягового електродвигуна. Поступова зміна опору здійснюється за допомогою комутації груп пусковогальмівних реостатів спеціальним пристроєм, що зветься груповим реостатним контролером. Для введення певної групи реостатів у електричне коло ТЕД потрібні сильнострумові реле, що називаються контакторами, які виконують функцію підключення реостатів у коло ТЕД. РКСУ наразі є доволі неекономічною системою керування, адже потрібна велика кількість енергії, що йде на нагрів пусково-гальмівних реостатів.
У Тролза 5275.05 більшість електрообладнання винесено на дах, а саме:
- струмоприймачі (штанги) та обмежувач ходу штанг
- винесено контейнер з пусковогальмівними реостатами БСР5-1 і БСР6-1, для їх природного охолодження
- винесено груповий реостатний контролер;
- винесено статичний преобразователь ИПТ 820/28-160, потрібний для перетворення високої напруги з контактної мережі у низьку для живлення низьковольтних мереж тролейбуса;
- винесено радіореактори, що закриті у контейнері біля штанг, вони виконуються функцію подавлення поміх радіозв'язку;

Інша частина електрообладнання винесена до задньої частини салону, де щільно закрита, там розміщено контакторну панель (БА-94Д), реверсор (електричний апарат, що змінює напрям струму в обмотках ТЕД, відповідно змінює напрям обертання ротора, що призводить до зміни напрямку руху — цей тролейбус має можливість заднього ходу), там розміщено і інші елементи електрообладнання.
Салон тролейбуса має три двері для входу/виходу, у передніх та середніх дверях наявна одна сходинка (висота підлоги 58 сантиметрів); для безпеки пасажирів встановлено систему протизажиму пасажирів а також електроізоляцію дверей. Салон обладнується 28 місцями для пасажирів (на відміну від незручного планування у «Мегаполіса» з лише 18/21 сидіннями), на замовленна два місця можуть бути обладнані для людей з обмеженими фізичними можливостями. Контакторна панель винесена у задню частину салону, де щільно герметизована, двигун розміщується у задньому звісі під підлогою.
Кабіна водія відмежована від салону суцільною перегородкою, передню стулку передніх дверей виділено для входу та виходу водія з/до кабіни. Приладова панель є достатньо простою, хоча у нових варіантах Тролза-5275.05 наявні електронні показникові прилади замість звичайних. Рульовий механізм — CSEPEL, з гідропідсилювачем. Плюси салону полягають у високій стелі салону, а також наявності кількох накопичувальних майданчиків, де б могли поміститися різноманітні габаритні речі.
На замовлення тролейбус може бути обладнаний спеціальним місцем для кондуктора, обладнаному індивідуальним електричним опалювачем (конвектором).

## Технічна характеристика
| Довжина, мм                                                                       | 12700     |
| Ширина, мм                                                                        | 2500      |
| Висота, мм                                                                        | 3100      |
| Кліренс, мм                                                                       | 150       |
| Ресурс кузова, не менше, роки                                                     | 10—15     |
|                                                                                   |           |
| Колісна формула                                                                   | 4×2       |
| Ведучий міст —                                                                    | задній    |
| Мости                                                                             | RABA      |
| Гальмівна система                                                                 | WABCO     |
| ABS                                                                               |           |
| Висота підлоги у двох передніх дверях, мм                                         | 580       |
| Висота підлоги у двох третіх дверях, мм                                           | ~88       |
| Формула дверей                                                                    | 2—2—2     |
| Кількість сидячих місць, шт                                                       | 28        |
| Нормальна місткість, чол                                                          | 100       |
| Рульовий механізм                                                                 | CSEPEL    |
| Двигун                                                                            | ДК-213А   |
| Потужність, кіловат                                                               | 110       |
| СУ тяговим двигуном (1)                                                           | РКСУ      |
| Комплект                                                                          | Дінас-29М |
| СУ тяговим двигуном (2)                                                           | ТРСУ      |
| Автономний хід                                                                    | ні        |
| Максимально допустиме відхилення штанг від контаткної мережі, м                   | 4,5       |
| Максимальна постійна швидкість на горизонтальній ділянці траси, км/год            | 65        |
| Максимально можливий підйом, що може подолати тролейбус з повним навантаженням, % | 8         |

## Експлуатація
Тролейбуси Тролза 5275 «Оптіма» практично працюють у містах Росії (один є у Пазарджику, Болгарія, і ще один у Белграді (Сербія) ), найбільше їх у Москві (138 штук). Приведено дані по експлуатації усіх модифікацій на 2010 рік.
| Місто        | Роки поставок | Кількість тролейбусів |
| ------------ | ------------- | --------------------- |
| Москва       | 2003—2005     | 138                   |
| Саратов      | 2007—2009     | 59                    |
| Новосибірськ | 2007—2010     | 52                    |
| Казань       | 2007          | 30                    |
| Твер         | 2007—2009     | 26                    |
| Томськ       | 2007—2008     | 15                    |
| Енгельс      | 2009          | 11                    |
| Владимир     | VII—IX 2007   | 10                    |
| Калінінград  | 2006          | 10                    |
| Тольятті     | 2009          | 6                     |
| Волгоград    | 2008          | 5                     |
| Краснодар    | 2008—2009     | 5                     |
| Смоленськ    | 2009          | 4                     |
| Кемерово     | 2007          | 4                     |
| Белград      | 2003          | 1                     |
| Дзержинськ   | 2007          | 1                     |
| Красноярськ  | 2004          | 1                     |
| Пазарджик    | 200X          | 1                     |
| Самара       | 2009          | 1                     |

## Цікаві факти
- Попередником Тролзи Оптіми був тролейбус Тролза 5275.00 (РКСУ, двигун ДК-123), що випускався з 2003 по 2005 роки заводом Тролза у кількості близько 50 екземплярів. Ці машини виявилися низької якості, а тим, що попадали у аварію суцільне лобове скло (якщо воно було пошкоджене) замінювали на менше і розділене на дві частини (зі склоочисниками паралелограмного типу), лобове скло нагадувало таке, як на ЗіУ-682. Чимала кількість цих машин через низьку якість та ненадійність вже списана, хоча їм немає ще навіть 10 років.
- деякі Тролза Оптіма, як і його попередник 5275.00 при пошкодженні лобового скла отримували лобове скло з двох частинок, однак того самого розміру, і склоочисники лишалися горизонтального типу.